# Michel II d'Alexandrie
Pour les articles homonymes, voir Michel II.
Michel II d'Alexandrie est un patriarche d'Alexandrie de l'Église copte de 849 au 17 avril 851.

## Contexte
Moine d'une grande rigueur il est désigné comme higoumène du monastère du Saint Abbé Jean Colobos. Du fait de sa conduite exemplaire. Il est consacré comme le 53e patriarche, le 24e jour de Hatour de l'année 566 du calendrier copte (20 novembre 849). Il meurt en l'année 567 A.M. le 17 avril 851.